# Vaginális szél
A vaginális szél (hüvelyi szél, latinul flatus vaginalis) egy emisszió vagy levegőkilövellés a hüvelyből. Ez lehet szex közben vagy után, hiszen a behatolás alkalmával a fölösleges anyagtöbblet nyomja a hüvely falát, de történhet esetleg tornázás vagy lazítás közben is. A végbél szél, flatus hangjára hasonlít. Nem tartalmaz székletből származó gázokat, és gyakran szaga sincs. Szlengben a punci puki, punci fing, hüvelyi puki, nuni puki, punipú, nunipú kifejezéseket használják rá. A népnyelv pinafingként ismeri.
A hüvelyi gázok, melyek szagosak vagy fekália tartalmúak, lehetnek a colovaginal fistula eredménye, ami komoly probléma, egy repedés a hüvely és vastagbél között, ami lehet sebészeti beavatkozás, szülés, betegség (pl. Crohn-betegség) következménye, és okozhat húgyúti fertőzést, továbbá egyéb komoly problémákat is. Valamint lehet a belső vaginális süllyedés (?) eredménye is, ami a szülés következtében alakulhat ki.
Levegő kerülhet a hüvelybe az orális szex közben, ami semmilyen ismert egészségügyi következménnyel nem jár, ugyanakkor az erőszakkal felfújt hüvely légembóliát okozhat: „rendkívül kis eséllyel, de előfordulhat, hogy egy légbuborék belép a nő vérkeringésébe a méhlepényen keresztül és embóliát okoz”.

## Fordítás
Ez a szócikk részben vagy egészben  a   Vaginal flatulence című angol Wikipédia-szócikk ezen változatának fordításán alapul.  Az eredeti cikk szerkesztőit annak laptörténete sorolja fel. Ez a jelzés csupán a megfogalmazás eredetét és a szerzői jogokat jelzi, nem szolgál a cikkben szereplő információk forrásmegjelöléseként.